# Jef Bertelsen Blume
Jef Bertelsen Blume (* 31. Oktober 1912 in Norderlügum, heute Nørre Løgum; † 19. Juni 1996 ebenda) war ein deutsch-dänischer Lehrer und Führer der Deutsche Jungenschaft Nordschleswig.

## Leben
Jef Blume, noch im Deutschen Kaiserreich geboren, wuchs auf dem elterlichen Hof in Nørre Løgum bei Løgumkloster (Lügumkloster) mit einer Schwester und einem Bruder (1918–1945, vermisst) auf. Nach der Abstimmung von 1920 wurde Nordschleswig Teil von Dänemark. Blume ging 1933 zur weiterführenden Schule nach Niebüll in Südschleswig und erlangte dort das Abitur. Schon 1929 bekundete er in seinem Tagebuch seine Sympathien zu Hitler und seine Politik.
An der Pädagogikhochschule in Kiel machte er dann sein Lehrerexamen 1935 mit der Note genügend. Blume bekam eine Lehrstelle in Sæd (dt. Seth, heute Ubjerg Sogn). Das zweite Examen wurde ihm offenbar erlassen.
Blume heiratete Erna Helene Jacobsen (1914–?), mit der er drei Kinder hatte.
Schon früh engagierte er sich im DJN (Deutsche Jungenschaft Nordschleswig). Jens Nicolaisen Møller förderte ihn und insoweit war es für ihn auch konsequent, 1938 in die NSDAP-N, die NSDAP-Nordschleswig, einzutreten. Blume konnte sodann die DJN als „Landesführer“ weiterleiten. Neben der Lehrertätigkeit bedeutete dies für ihn viel Arbeit. Im September 1940 legte er den Lehrerberuf ab und wechselte nach Apenrade in das Dibbernhaus, das damalige zentrale Hauptquartier der deutschen Minderheit in Dänemark. Er wurde damit hauptberuflicher Parteifunktionär.

## Zweiter Weltkrieg
Blume unterstützte ab 1939 die Einberufung von jungen Kriegsfreiwilligen. Im Herbst 1940 wurde er Mitglied im „Kleinen politischen Rat“ in der Selbstverwaltung. Noch im Sommer 1940 war er Mitglied der Waffen-SS geworden und wurde im Melderegiment und im Flakregiment u. a. bei Weimar eingesetzt. Er wurde auf der SS-Junkerschule Bad Tölz ausgebildet. Anfang 1942 wurde er nach Nordschleswig zurückbeordert und wurde Organisator der Rekrutierungsaktion ab Februar 1942, die er mit dem Leiter des Kleinen politischen Rates, Peter Larsen, durchführte. Ab April 1944 wurde er bis zur Kapitulation wieder im aktiven Kriegsdienst, bei der 5. SS-Panzer-Division „Wiking“, eingesetzt. Er rühmte sich, das Eiserne Kreuz II. Klasse erhalten zu haben, obwohl die Verleihung recht häufig war.
Im Mai 1945 geriet er in amerikanische Kriegsgefangenschaft, die er als harte Zeit beschrieb. Ein Jahr später wurde er an die dänischen Behörden ausgeliefert.

## Nachkriegszeit
Blume wurde in das Faarhuslager verbracht. Das Bezirksgericht Aabenraa (Apenrade) verurteilte Blume im Herbst 1948 zu fünf Jahren Gefängnis. Doch schon 1949 erfolgte die Begnadigung. Blume kehrte auf den elterlichen Hof zurück, der mit einigen Mühen gehalten werden konnte. 1953 wurde er wieder in den Schuldienst, nun in Wimmersbüll, aufgenommen. 1962 bis 1965 war er stellvertretender Vorsitzender des Bundes Deutscher Nordschleswiger und kandidierte 1964 – erfolglos – für die Schleswigsche Partei für den Folketing.